# شاهزاده بی تاج و تخت زیر زمین
شاهزاده بی‌تاج و تخت زیر زمبن یک رمان فارسی در حوزهٔ کودک و نوجوان نوشتهٔ علی‌اصغر سیدآبادی است که در سال ۱۳۸۹ منتشر شد. این کتاب به‌عنوان کتاب سال شورای کتاب کودک برگزیده شد.